# Ceica
Ceica je rumunská obec v župě Bihor. V roce 2011 zde žilo 3 591 obyvatel.
K obci administrativně náleží šest okolních vesnic.

## Části obce
- Bucium
- Ceica
- Ceișoara
- Corbești
- Cotiglet
- Dușești
- Incești